# Piercia respondens
Piercia respondens är en fjärilsart som beskrevs av Louis Beethoven Prout 1922. Piercia respondens ingår i släktet Piercia och familjen mätare. Inga underarter finns listade i Catalogue of Life.